# توماس أوبراين
توماس أوبراين (بالإنجليزية: Thomas O'Brien)‏ (7 أغسطس 1991 بدنفيرملين في المملكة المتحدة - ) هو لاعب كرة قدم بريطاني في مركز الدفاع. لعب مع كيلتي هارتز وفورفار أثلتيك ‏ ونادي كاودينبيث لكرة القدم وRosyth F.C. ‏.

## وصلات خارجية
- توماس أوبراين على موقع قاعدة بيانات كرة القدم.إي يو (الإنجليزية)
- توماس أوبراين على موقع Soccerbase.com (لاعب) (الإنجليزية)
- توماس أوبراين على موقع Soccerway.com (الإنجليزية)